# Argyra submontana
Argyra submontana är en tvåvingeart som beskrevs av Negrobov 2005. Argyra submontana ingår i släktet Argyra och familjen styltflugor. Inga underarter finns listade i Catalogue of Life.